# 湯川北インターチェンジ
湯川北インターチェンジ（ゆがわきたインターチェンジ）は、福島県河沼郡湯川村にある会津縦貫北道路のインターチェンジである。

## 道路
- 会津縦貫北道路

## 接続する路線

### 直接接続
- 湯川村道浜崎高瀬笈川線

### 間接接続
- 国道121号

## 周辺
- 磐越西線 笈川駅

## 隣
会津縦貫北道路
塩川IC - 湯川北IC - 湯川南IC